# Trastorno histriónico de la personalidad
El trastorno histriónico de la personalidad (histeroide) (THP) está definido por la Asociación Estadounidense de Psiquiatría como el trastorno de la personalidad caracterizado por un patrón de excesiva búsqueda de atención, que generalmente comienza en la edad temprana adulta, incluyendo un comportamiento seductor inapropiado y una excesiva necesidad de aprobación. Los sujetos histriónicos suelen ser muy animados, dramáticos, vivaces, entusiastas y coquetos. El THP afecta cuatro veces más a las mujeres que a los hombres. Tiene una prevalencia del 2-3% de la población general y del 10-15% de los ingresos y salidas en las instituciones mentales.
El THP forma parte del grupo dramático de los trastornos de personalidad. Las personas con THP tienen una gran necesidad de atención, realizan apariciones inapropiadas y llamativas, expresan sus emociones de forma intensa o excesiva y pueden ser fácilmente influenciadas por otras personas. Conductas asociadas incluyen egocentrismo, hedonismo, deseo continuo de apreciación y comportamiento manipulador persistente para conseguir sus propios objetivos.

## Descripción
Personas con THP en general, son altamente funcionales, tanto social como profesionalmente. Suelen tener buenas habilidades sociales, a pesar de tender a usarlas para manipular a otros y convertirse así en el centro de atención. THP también puede afectar a las relaciones personales o sentimentales, así como a su habilidad para soportar las pérdidas o los fracasos. Pueden buscar tratamiento para la depresión cuando una relación sentimental termina.
Individuos con THP suelen equivocarse al ver su propia situación personal de forma realista, dramatizando y exagerando sus dificultades. También pueden cambiar de trabajo frecuentemente, de la misma forma que suelen aburrirse fácilmente y pueden preferir dejarlo por frustración (en vez de afrontarlo). Es por esto que siempre están buscando lo novedoso y lo excitante, lo que les podría llevar a situaciones peligrosas. Todos estos factores les llevan a tener mayor riesgo de depresión clínica.

## Causas
Hay poca investigación sobre las causas del trastorno.
Se considera que tanto los factores ambientales durante la primera infancia y los factores biológicos influyen a su aparición.
Otras causas podrían ser: haber recibido poca atención durante la infancia, haber tenido padres distantes, abusivos o seductores, o la carencia de educación. 

## Diagnóstico y características
Según el DSM V, el trastorno histriónico de la personalidad se puede diagnosticar cuando se cumplen los siguientes criterios: 
Patrón dominante de emotividad excesiva y de búsqueda de atención, que comienza en las primeras etapas de la edad adulta y está presente en diversos contextos, y que se manifiesta por cinco (o más) de los hechos siguientes:
1. Se siente incómodo en situaciones en las que no es el centro de
atención.
2. La interacción con los demás se caracteriza con frecuencia por un comportamiento sexualmente seductor o provocativo inapropiado.
3. Presenta cambios rápidos y expresión plana de las emociones.
4. Utiliza constantemente el aspecto físico para atraer la atención.
5. Tiene un estilo de hablar que se basa excesivamente en las impresiones y que carece de detalles.
6. Muestra autodramatización, teatralidad y expresión exagerada
de la emoción.
7. Es sugestionable (es decir, fácilmente influenciable por los demás o por las circunstancias).
8. Considera que las relaciones son más estrechas de lo que son en realidad.

### Tipos de trastorno histriónico de la personalidad
- Histriónico normal: Es el caso estándar, la persona necesita la atención y aprobación del resto de personas. Suelen ser extrovertidos, sociables, optimistas, con gran sentido de la seducción para obtener lo que quieren, manipuladores...
- Histriónico teatral: Estas personas tienen un carácter melancólico y melodramático. Fingen ante la gente de su alrededor con la finalidad de agradar siempre.
- Histriónico infantil: Se caracteriza por la presencia de rasgos típicos del trastorno límite de la personalidad. Consiste en las conductas típicas de niños pequeños con la finalidad de llamar la atención: Sufren rabietas, pataletas, ataques de rabia... Suelen ser personas muy exigentes en sus relaciones y llegan a desarrollar dependencia y miedo al abandono que hace que frecuentemente realicen conductas como llantos desconsolados o ataques explosivos de rabia.
- Histriónico apaciguador: Se caracteriza por los rasgos dependientes y compulsivos. El rasgo común de querer agradar a todos sigue presente y se desarrollan actitudes dando la impresión de "desvivirse" por los demás. También puede ser conocido como histrionismo complaciente y quien lo padece suele tener una autoestima baja por lo que mediante las técnicas complacientes logran afecto y atención.
- Histriónico tempestuoso: Esta subcategoría hace referencia a una personalidad histriónica con rasgos negativistas. La inestabilidad emocional es el rasgo principal y se alternan periodos de impulsividad con periodos de depresión. Las personas con este rasgo son malhumoradas y reaccionan a la mínima provocación.
- Histriónico falso: aquí además de las características propias del histrionismo encontramos rasgos propios del trastorno antisocial. Estas personas suelen mostrarse como personas agradables y educadas, pero quien les conoce realmente los valoran como personas mentirosas y calculadoras, sin ninguna responsabilidad de sus actos.

## Tratamiento del Trastorno Histriónico de la Personalidad
No se dispone de datos obtenidos científicamente que demuestren que hay tratamientos psicológicos efectivos para los trastornos de la personalidad. El tratamiento farmacológico no tendrá resultados beneficiosos directos para la persona que sufre dicho trastorno, pero puede producir algunos síntomas y producir efectos positivos en determinados momentos puntuales.
Sin embargo, para tratar de disminuir los efectos del THP se pueden entrenar algunas técnicas como la relajación o las habilidades sociales. Para entrenar dichas habilidades, son necesarios una serie de procedimientos cognitivos y conductuales que han sido demostrados en varios estudios científicos. 
1. Entrenamiento de la empatía, Turkat (1996). El objetivo principal de esta técnica es conseguir que la persona que padece el THP sea capaz de atender suficientemente a las personas que le rodean, además de tener en cuenta sus sentimientos. Para conseguirlo será necesario llevar a cabo un entrenamiento en escucha activa.
2. Terapia de integración de Horowitz (1995). Esta terapia se compone de aspectos psicoanalíticos, cognitivos y conductuales que se desarrollan a lo largo de cuatro fases:
  1. Primero se deberán clasificar los síntomas que presenta el paciente tratado para estabilizar sus emociones y observar los patrones interpersonales desadaptativos.
  2. A continuación, se identificarán y se afrontarán los cambios sufridos en el estado mental del paciente, para conseguir una mayor autenticidad y evitar la inundación emocional.
  3. Lo siguiente será proceder a identificar y contratacar los procesos defensivos de control para disminuir la tendencia del paciente a abandonar personas cuando surgen problemas entre ellos.
  4. Por último, se identificará y se ayudará al paciente para que pueda cambiar sus creencias irracionales y contradicciones que se presenten en sus esquemas sobre otras personas y sobre sí mismo.
3. Terapia cognitiva de Beck y Freeman (1990). Esta terapia consiste en poner en el objetivo de la concentración del paciente el presente, marcando los objetivos que se buscan con la terapia y animarle para conseguirlos.
4. Terapia Racional Emotiva de Ellis (1962). consiste en discutir con el paciente su necesidad de aprobación por el resto de personas y las consecuencias que este hecho conlleva a corto, medio y largo plazo. Además es necesario auxiliar al paciente en la distinción entre necesidad y deseo.